# Larry Laffer
Larry Laffer es el protagonista de la saga de videojuegos de tipo aventura gráfica Leisure Suit Larry.

## Origen
El personaje vio la luz allá por 1987 a manos de Al Lowe, su creador, y bajo el sello de Sierra. Sin duda alguna es uno de los personajes más trabajados que se hayan visto en un videojuego; Al Lowe trabajó a fondo la personalidad de Larry Laffer, el cual vive el día a día sin complejos, haciendo lo que haga falta para conseguir sus eróticos propósitos y ello se nota a lo largo de toda sus aventuras.

## Descripción
Larry Laffer es un cuarentón, que ha vivido toda su vida en la casa de su mamá y que a su ya más que madura edad aún no ha conseguido mantener relaciones sexuales, es bajito, torpe, hortera y con un look de "Fiebre del sábado por la noche", hasta que un día se despierta y decide vivir la vida. Su obsesión es conseguir todas las mujeres guapas que conozca; pero en realidad ama a Passionate Patti, como se ve en la quinta entrega de la saga.
Aunque sea un perdedor, identificarse con el personaje no cuesta lo más mínimo.
Larry Laffer, es sin duda, un personaje cercano, que ha cautivado a todos lo que han jugado a alguna de sus aventuras.
- Datos: Q638630